# 15785 de Villegas
15785 de Villegas (tên chỉ định: 1993 QO3) là một tiểu hành tinh vành đai chính. Nó được phát hiện bởi Eric Walter Elst ở Caussols, Alpes-Maritimes, Pháp, ngày 18 tháng 8 năm 1993. Nó được đặt theo tên Esteban Manuel de Villegas, a Spanish poet of the 17th century.